# Woodbridge (Ontario)
Woodbridge es una gran comunidad suburbana de la ciudad de Vaughan, en la provincia de Ontario (Canadá). Está ubicada a lo largo de la frontera de la ciudad con Toronto. Situado al oeste de la autopista 400 y al este de la autopista 50, al norte de Steeles Avenue y, en general, al sur de Major Mackenzie Drive West. Alguna vez fue una ciudad independiente antes de fusionarse con las comunidades cercanas para formar la ciudad en 1971. Su centro tradicional es el tramo de Woodbridge Avenue entre Islington Avenue y Kipling Avenue al norte de la autopista 407.

## Historia

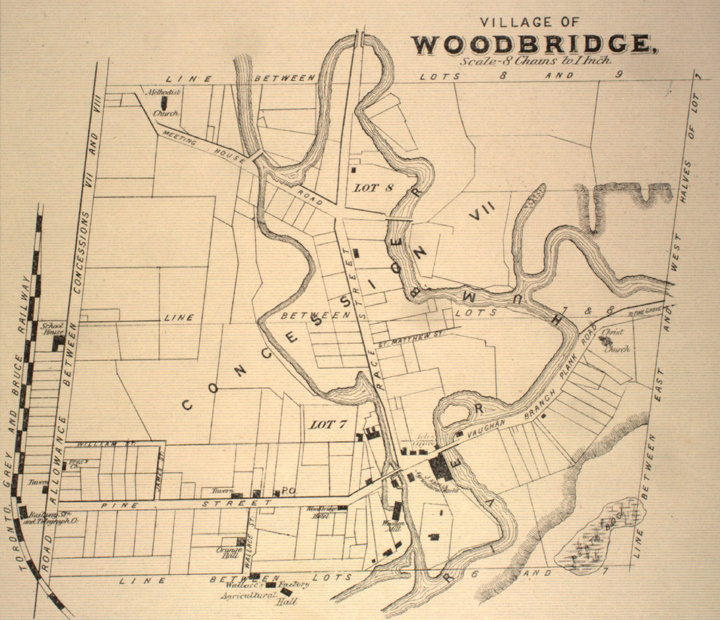
Un mapa de la aldea de Woodbridge de 1878, que muestra de forma destacada el río Humber. También es visible el ferrocarril de Toronto, Gray y Bruce.

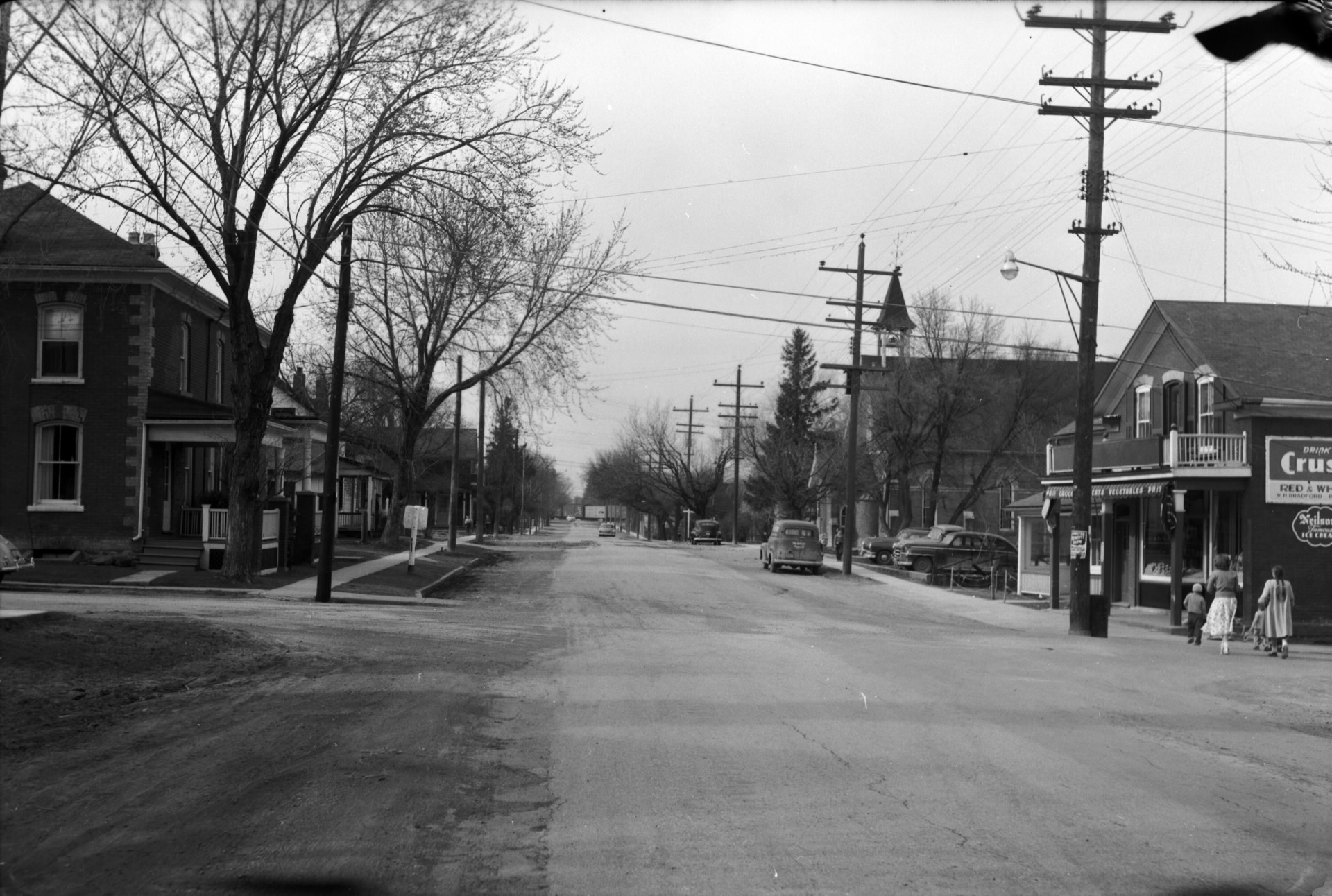
Octava Avenida (ahora Kipling Avenue) c. 1955.

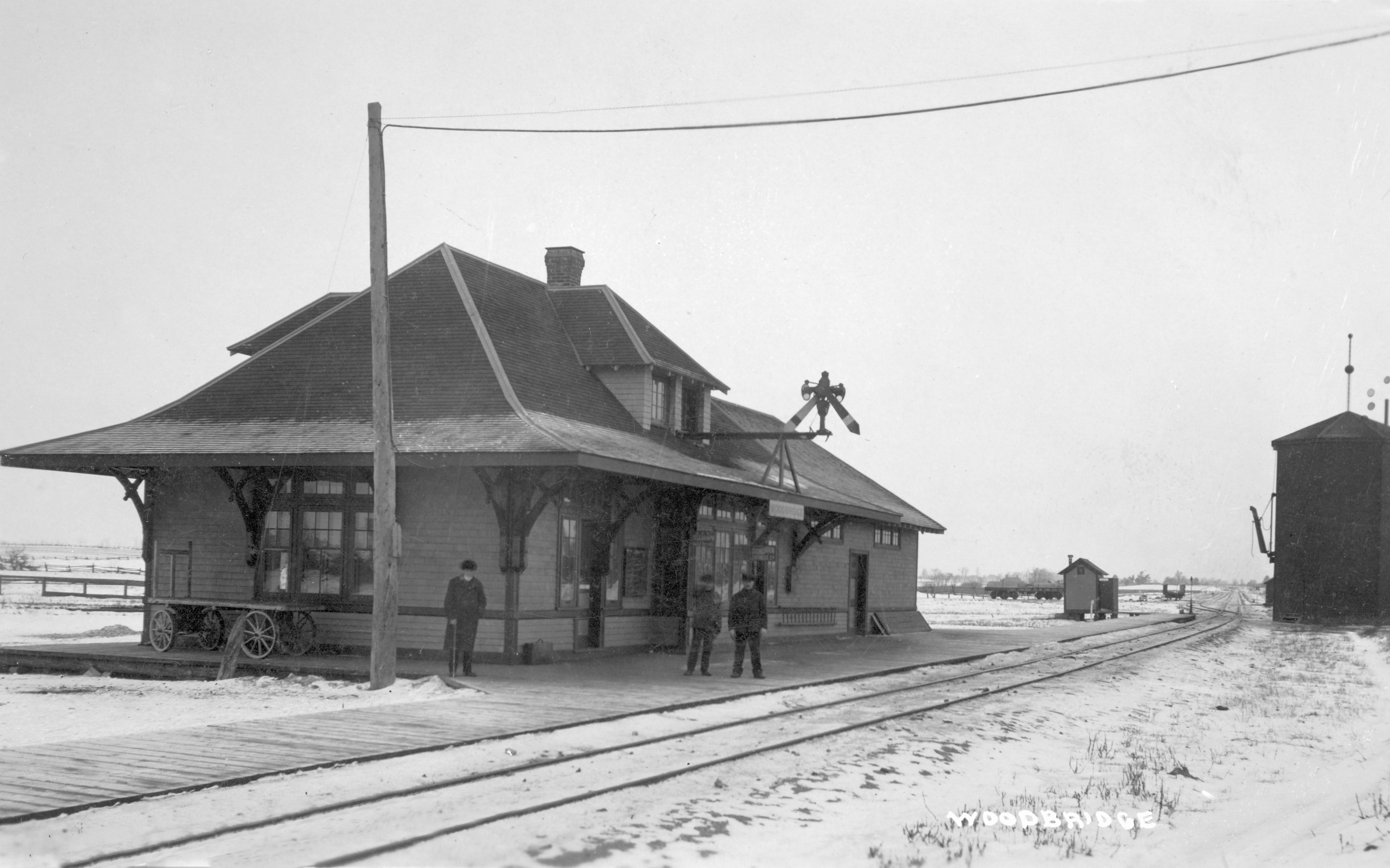
Estación CPR Woodbridge, alrededor de 1910

La comunidad tuvo sus orígenes cuando la Corona británica otorgó la mitad oeste de los lotes seis y siete, concesión 7 del municipio de Vaughan a Jacob Philips y Hugh Cameron en 1802. Woodbridge tuvo sus inicios en lo que hoy es Pine Grove. Durante la primera mitad del siglo XIX, se construyó una escuela en la octava concesión de Vaughan; y florecieron un molino de harina y una tienda. Una dispersión de casas surgió alrededor del molino de Smith (más tarde Hayhoe Mills), el molino de Smith más tarde se conoció como Smithsville y luego Pine Grove. Otro asentamiento cercano al sur, conocido como Brownsville, surgió alrededor de un molino dirigido por John Brown en el río Humber en lo que hoy es Wallace Street en el pueblo original de Woodbridge. Woodbridge en sí, sin embargo, no comenzó a tomar la forma de un asentamiento o aldea hasta la llegada de Rowland Burr en 1837.
El asentamiento se llamó más tarde Burwick en honor a su fundador, pero se cambió nuevamente a Woodbridge en 1855 porque ya había un asentamiento llamado Burwick en la provincia. Superó, y más tarde incluyó, Pine Grove después de que se incorporó en 1882. El nombre proviene del puente de madera que cruzaba el río Humber como punto de entrada a la ciudad. El puente histórico estaba ubicado cerca de lo que hoy es Islington Avenue y Langstaff Road, en Langstaff mirando hacia el norte. Una réplica del puente (c. 1930) se hizo de hormigón y permanece cerca de la ubicación original del puente y es accesible desde Boyd Park y hasta las instalaciones de mantenimiento de la ciudad. El puente ha sido reconstruido a partir de 2016 y ahora está hecho de acero.
Abell Agricultural Works, una industria importante a lo largo del tiempo, abrió sus puertas en 1862 y tenía 200 empleados en 1874, fabricando equipos agrícolas a vapor. El ferrocarril de Toronto, Gray y Bruce llegó de Weston en 1870. Esta línea se construyó como un ferrocarril de vía estrecha a través de Caledon y se completó hasta Owen Sound en 1873. Debido a dificultades financieras, fue operado por Grand Trunk Railway hasta 1883, cuando fue arrendado al Canadian Pacific Railway. La conversión a ancho estándar requirió realinear algunas de las curvas de la vía, particularmente alrededor de Woodbridge. En 1908, esta línea se vinculó a la ruta transcontinental a través de Sudbury, y la ruta original entre Bolton y Orangeville se abandonó en 1934.
En 1880, el asentamiento contaba con dos almacenes generales, un carruaje, dos iglesias, una escuela, dos hoteles, una biblioteca, dos periódicos y una oficina de correos. A medida que la población aumentó, los ciudadanos presionaron para agregar una oficina de correos para que no hubiera confusión con otro asentamiento en el oeste de Canadá. En 1882, Woodbridge tenía más de mil residentes y se incorporó como aldea.
Woodbridge también fue atendida por una rama del ferrocarril suburbano de Toronto hasta la década de 1930. El ferrocarril radial de Weston entró por el lado oeste del río, al norte de Humber Summit, después de descender de su ruta a lo largo de Albion Road y Kipling Avenue.
La construcción de la autopista 7 comenzó en la década de 1920, pasando al sur de la sección comercial a través de un paso subterráneo del Pacífico canadiense. Mientras Woodbridge se encuentra en la llanura aluvial de Humber, el huracán Hazel en 1954 devastó la comunidad cuando el río creció de su ancho habitual de 20 m (65,6 pies) en su punto más estrecho a 107 m (351 pies), y dejó a cientos de personas sin hogar y nueve muertos. En ese momento, la tierra alrededor de gran parte de Woodbridge era agrícola. Lentamente, se fueron construyendo casas rurales en los alrededores.
En la década de 1950, Woodbridge experimentó un crecimiento indirecto de los suburbios de Toronto. Más tarde, muchos italianos que se asentaron en barrios de Toronto como Little Italy, se trasladaron a los suburbios y exurbs, en particular Woodbridge. La expansión suburbana comenzó al este de Humber y East Humber y al noreste. Antes de la expansión, el área urbana estaba hasta Kipling Avenue y Humber. Más tarde se expandió en el oeste hasta la actual Martin Grove Road y de norte a noreste de Langstaff Road en la década de 1960. Más tarde se expandió más al norte en las décadas de 1970 y 1980. Un autocine estaba situado en Langstaff Road al este de la autopista 27. Operando desde 1967 hasta 1997, el sitio fue desarrollado para viviendas en 1998.
Los desarrollos de viviendas en el oeste se expandieron hacia el norte hasta Langstaff. El desarrollo continuó en la parte central de Woodbridge (incluida la transformación de las tiendas más antiguas de la aldea en unidades de vivienda más pequeñas) a principios de la década de 1980 y al oeste hasta la autopista 27 a finales de la década de 1980 y principios de la de 1990. El desarrollo se extendió al norte hasta justo al sur de Rutherford Road en la década de 1980 y al este hasta Weston Road desde la autopista 7 hasta el sur de Rutherford Road y de sur a norte de la actual autopista 407. Las áreas industriales comenzaron a aparecer primero al oeste y luego al suroeste y al este.
Después de que se cerró el autocine antes mencionado, Martin Grove Road se extendió hacia el norte a través de la antigua propiedad para servir a más desarrollos. Woodbridge Highlands se formó en el noroeste, al este de la autopista 27 en la década de 1990. En 1994, los desarrollos de viviendas llegaron a Rutherford y continuaron hasta 1996, excepto por el noreste y el sureste. Los condominios comenzaron a construirse y ahora aparecen entre Woodbridge Avenue y Humber. Se han desarrollado Sonoma Heights en Islington y Rutherford y el área de Vellore en Weston y Rutherford. El área de Vellore incluye Vellore Village desarrollado por constructores como Greenpark Homes, Aspen Ridge Homes y Remington Homes. El área de Vellore Woods fue desarrollada por Arista Homes y Fieldgate Homes. El desarrollo en el extremo oeste de Woodbridge siguió luego con Weston Rd. y Rutherford convirtiéndose en un punto focal importante para la construcción de unidades residenciales adicionales que se extienden hacia el norte hasta Major Mackenzie. Los terrenos a ambos lados de Weston Road hasta Major Mackenzie estaban completamente llenos.
En Woodbridge Avenue, entre Islington Avenue y Kipling Avenue, había en otro tiempo algunos edificios históricos de finales del siglo XIX, además de otros edificios más modernos, de las décadas de 1920 y 1960, pero se está reconstruyendo rápidamente. Dos ejemplos de edificios históricos son una Tinsmith Shop y Masonic Lodge (c. 1850) y la casa de la familia Burwick (de 1844 en Pine Street), que se trasladaron a Black Creek Pioneer Village. Market Lane sigue siendo el centro comercial de esta área, con varias otras tiendas y comercios alineados a lo largo de Woodbridge Avenue.
Woodbridge fue elegida como la nueva ubicación para un centro de salud mental basado en la investigación, la Clínica de Ansiedad y TOC de Ontario. Primero en su tipo, ofrece atención psicológica especializada al ofrecer atención caso por caso, a diferencia de un modelo de atención al paciente por volumen.
Un tornado F2 atravesó la ciudad de Vaughan durante el brote de tornados en el sur de Ontario el 20 de agosto de 2009. El tornado también arrancó árboles, volcó autos y dejó a miles de personas sin electricidad. Nadie murió.

## Geografía
Situado en un terreno montañoso del valle del río Humber, el histórico Woodbridge se encuentra a una altura promedio de 200 metros entre la autopista 27 y Pine Valley Drive. El terreno se puede describir como una serie de colinas y valles. Hay numerosas intersecciones de valles que demuestran la geografía del área, en particular la autopista 7 e Islington y la autopista 27 y Rutherford.
El área era principalmente tierras de cultivo antes del inicio de la suburbanización en la década de 1970, pero las comunidades residenciales se entremezclan con bosques a lo largo del río Humber y su rama oriental. Hoy en día, gran parte del área es residencial con propiedades comerciales e industriales al sur, cerca de Steeles Avenue y al este cerca de Pine Valley Drive.
El área comúnmente considerada Woodbridge hoy cubre una porción muy grande (aproximadamente un tercio) de Vaughan, y generalmente se considera que está delimitada por la autopista 50 o la autopista 27 al oeste, Steeles Avenue al sur, la autopista 400 al este y Major Mackenzie Drive hacia el norte.

### Clima
Woodbridge tiene un clima continental húmedo ( clasificación climática de Köppen Dfb), con veranos cálidos y húmedos e inviernos fríos y nevados. Los inviernos de Woodbridge presentan olas de frío donde las temperaturas máximas permanecen por debajo de -10 °C (14 °F), a menudo se hace sentir más frío por el viento helado. La nieve acumulada puede caer en cualquier momento desde octubre hasta abril. El verano en Woodbridge se caracteriza por largos períodos de clima húmedo. La primavera y el otoño son estaciones de transición, con temperaturas generalmente suaves o frescas y períodos secos y húmedos alternados. Según el nivel de resistencia de las plantas del USDA, Woodbridge es 5a.